# Dolor en crustáceos
La cuestión de si los crustáceos experimentan dolor es un tema de debate científico. El dolor es un estado mental complejo, con una cualidad perceptiva distinta pero asociado con el sufrimiento, que es un estado emocional. Debido a esta complejidad, la presencia de dolor en animales no se puede determinar sin ambigüedades usando métodos de observación, pero la conclusión de que los animales experimentan dolor a menudo se infiere sobre la base de la presencia probable de consciencia que se deduce de la fisiología cerebral, así como de reacciones físicas y conductuales.

## Definición
Aunque existen numerosas definiciones de dolor, casi todas involucran dos componentes clave:
- La nocicepción, que es la capacidad de detectar estímulos nocivos para generar una respuesta que aleja rápidamente al animal, o la parte afectada de su cuerpo, de la fuente del estímulo.[3][4][5]
- La experiencia dolorosa o sufrimiento, esto es, la interpretación emocional interna de la nocicepción. El dolor tiene la ventaja adaptativa de que puede generar aprendizaje, evitando que el animal se exponga repetidamente a posibles lesiones.[6] Se han propuesto varias listas de criterios para establecer si los animales no humanos, incluyendo crustáceos, experimentan dolor. Algunos de estos criterios incluyen:[7][8]
  - Presencia de sistema nervioso y neuronas sensoriales;
  - Presencia de receptores opioides, mostrando respuestas reducidas a estímulos nocivos cuando se administran analgésicos y anestésicos locales;
  - Cambios fisiológicos ante estímulos nocivos;
  - Reacciones motoras protectoras que pueden incluir un uso reducido del área afectada y autotomía;
  - Aprendizaje de evitación;
  - Alta capacidad cognitiva.

## Estudios científicos

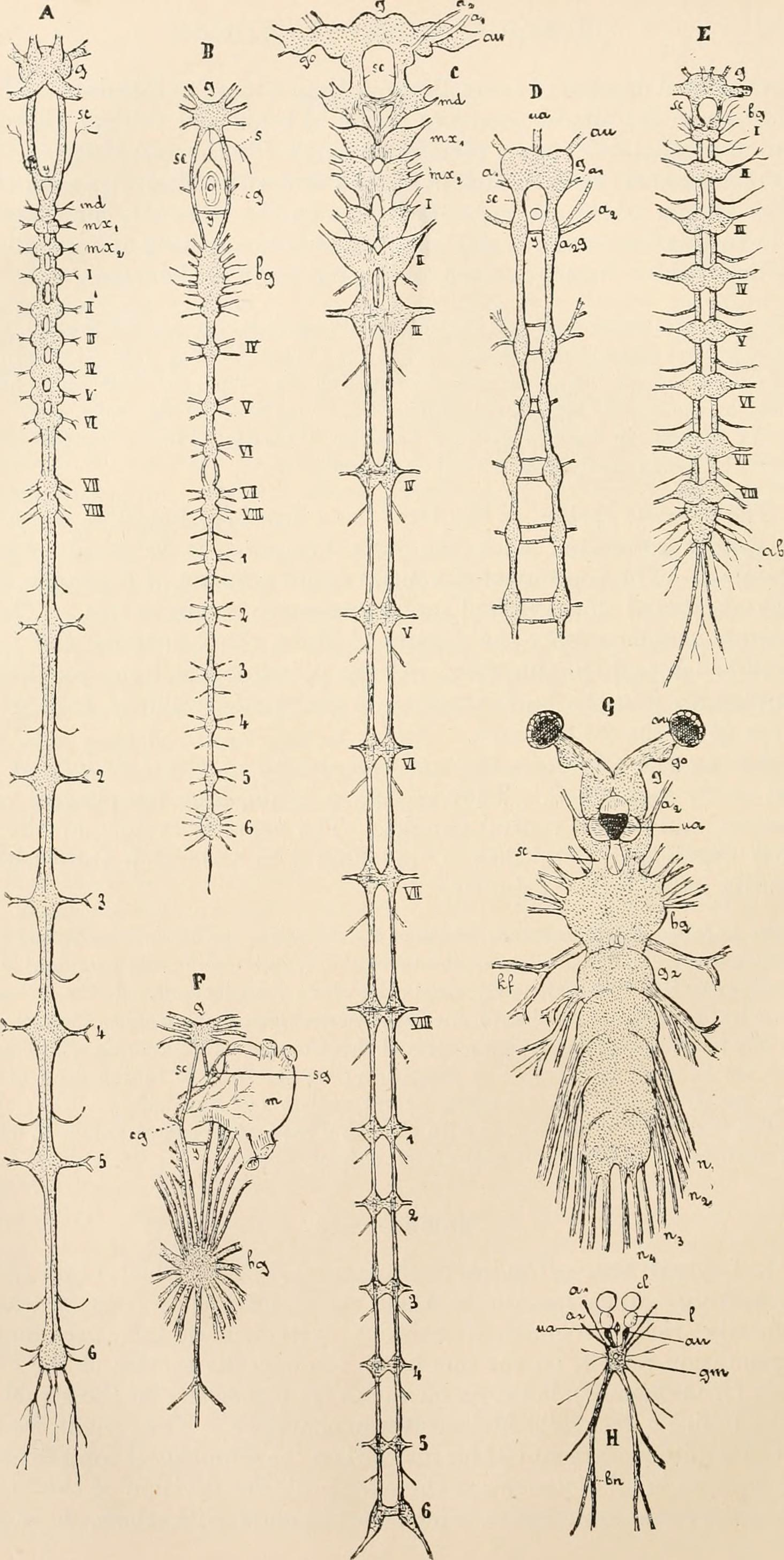
El sistema nervioso de una selección de crustáceos.

### Conciencia
Se ha sugerido que los crustáceos no pueden sentir dolor porque carecen de neocórtex y por lo tanto, no tienen conciencia. Por el contrario, la etóloga Temple Grandin sostiene que algunos animales pueden tener conciencia sin un neocórtex porque diferentes especies pueden usar diferentes estructuras para las mismas funciones.

### Efectos de los analgésicos
Los crustáceos tienen un sistema opioide funcional que incluye la presencia de receptores opioides similares a los de los mamíferos. Los receptores opioides delta y kappa se han descrito en crustáceos.
Los camarones de la especie Squilla mantis responden a una descarga eléctrica con una flexión inmediata, violenta y convulsiva del cuerpo. Si se les inyecta morfina-HCL, esto produce una analgesia dependiente de la dosis al aumentar el umbral de intensidad de la descarga. Este efecto está completamente bloqueado por naloxona.
Cuando las antenas de Palaemon elegans son frotadas con hidróxido de sodio o ácido acético (irritantes en los mamíferos), reaccionan frotando el área afectada contra una superficie; esto se ve inhibido por la benzocaína (un anestésico local), aunque aquellos que son expuestos solo al anestésico no muestran reducción de su actividad.
La ablación del pedúnculo ocular es la extracción de uno o ambos ojos de un crustáceo, y es una práctica habitual en las instalaciones de cría de camarones, tanto comerciales como científicas. El propósito de la ablación es lograr que las hembras desarrollen ovarios maduros y desoven. Los camarones de la especie Macrobrachium americanum tratados con lidocaína antes de la ablación muestran menos actividad tras la práctica que aquellos que no recibieron el anestésico.

### Respuestas fisiológicas
Cangrejos de río de la especie Procambarus clarkii responden rápida e intensamente a las altas temperaturas, aunque no muestran respuesta a estímulos de baja  temperatura ni de capsaicina o isotiocianato (ambos irritantes para los mamíferos). Las altas temperaturas nocivas se consideran un estímulo nocivo potencialmente relevante para el cangrejo de río que puede ser detectado por las neuronas sensoriales, que pueden ser nociceptores especializados. Los cangrejos de río tienen fibras nerviosas periféricas que responden a estímulos nocivos. En esta especie, los medicamentos ansiolíticos hechos para humanos aparentan ser efectivos.
El camarón Crangon crangon y los langostinos Palaemon serratus y Palaemon elegans exhiben una sensibilidad nociceptiva a las altas y bajas temperaturas. Tanto los niveles de sensibilidad térmica como los umbrales nociceptivos cambian con la aclimatación.
En la langosta Homarus americanus, la morfina endógena se encuentra en la hemolinfa y en el cordón nervioso ventral. En las langostas a las que se les corta una pata o se les inyecta un lipopolisacárido irritante, los niveles de morfina endógena aumentan inicialmente un 24 % en la hemolinfa y un 48 % en el cordón nervioso.

### Respuestas protectoras

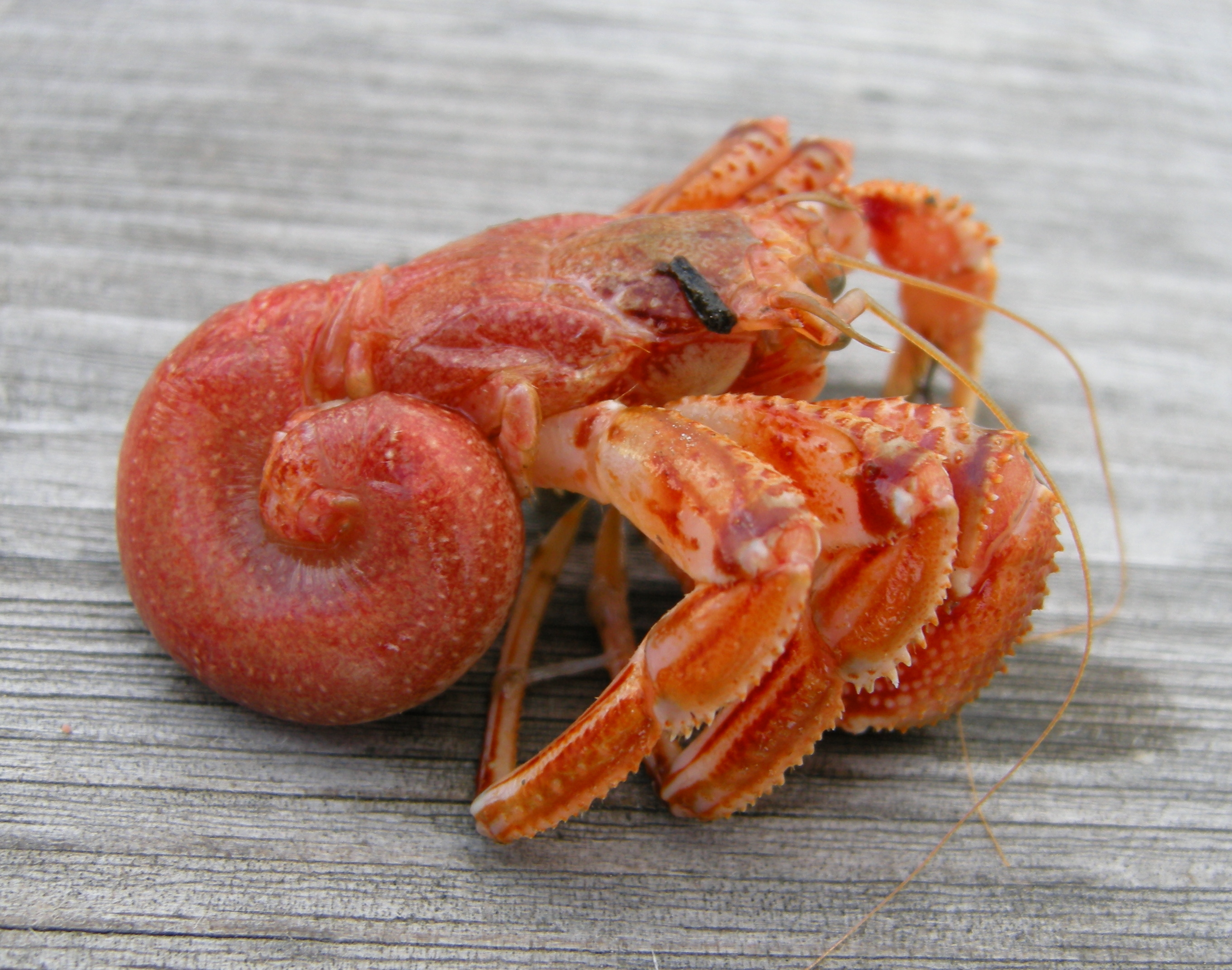
Pagurus bernhardus fuera de su concha.

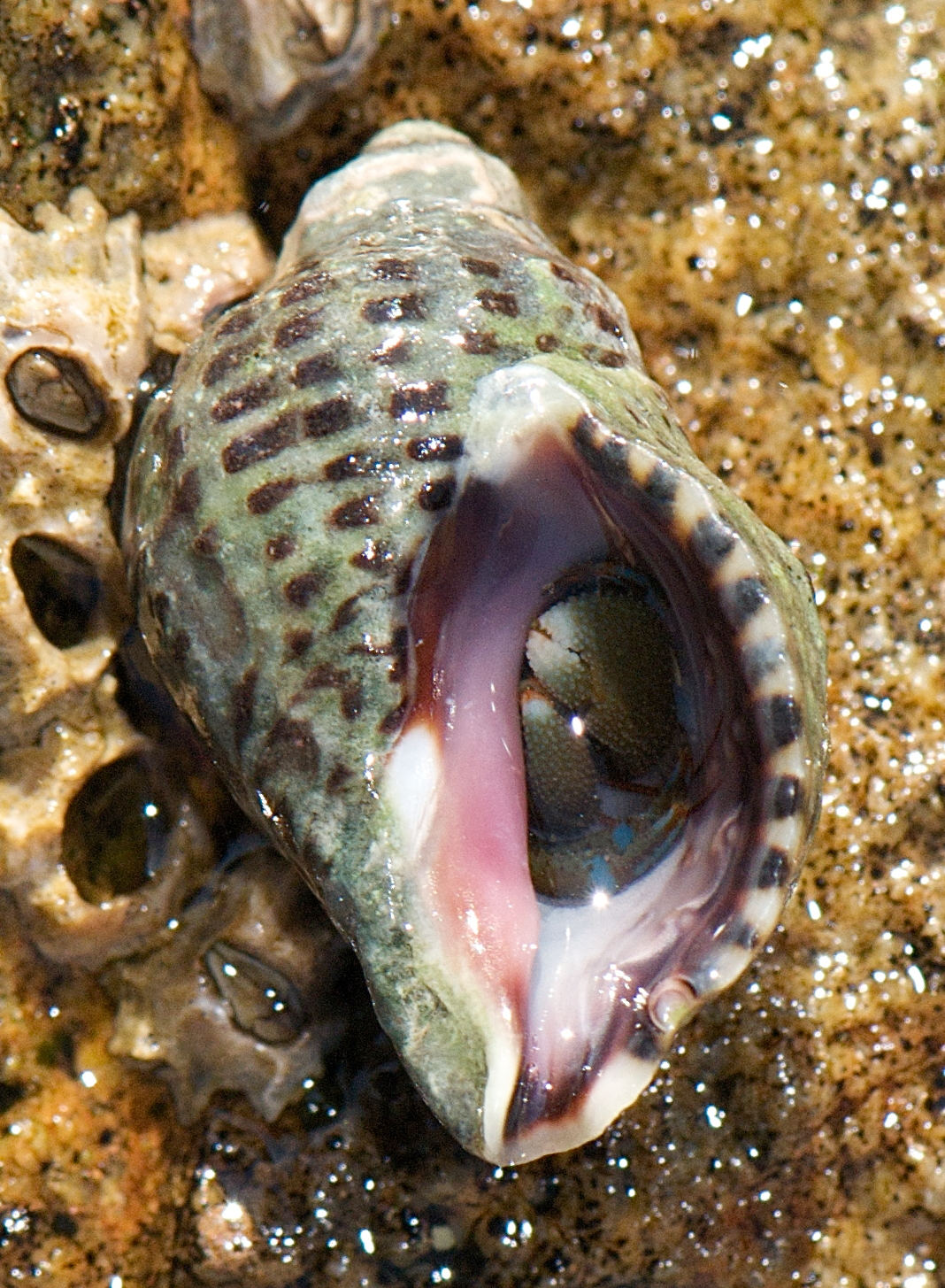
Acanthina punctulata dentro de su concha y bloqueando la entrada con sus pinzas.

La mayoría de los cangrejos ermitaños tienen abdómenes largos y curvados en espiral que son blandos, a diferencia de los abdómenes duros y calcificados de otros crustáceos. Se protegen entrando en una concha vacía de un molusco, en la que pueden retraer todo su cuerpo. Cuando reciben una descarga eléctrica, pueden abandonar la concha y realizar un aseo abdominal prolongado en el lugar donde recibieron la descarga.
Un estudio de 2014 sobre Procambarus clarkii analizó sus respuestas en la prueba de laberinto elevado en el que los animales deben caminar sobre una cruz elevada que ofrece condiciones aversivas y preferibles (dos brazos abiertos y dos brazos cerrados). Los cangrejos de río que experimentaron una descarga eléctrica mostraron un mayor temor o ansiedad, como lo demuestra su preferencia por los brazos cerrados más que los abiertos. Además tenían concentraciones de serotonina cerebral relativamente más altas junto con niveles elevados de glucosa en sangre, lo que sugiere una respuesta al estrés.

### Aprendizaje de evitación
La especie Procambarus clarkii puede asociar una descarga eléctrica con el encendido de una luz. Algunos cangrejos costeros aprenden en 1 o 2 intentos a evitar un refugio si al escogerlo reciben una descarga eléctrica.

## Controversia
En 2005, una revisión del Comité Científico Noruego para la Seguridad Alimentaria concluyó que «es poco probable que [las langostas] puedan sentir dolor», aunque señalan que «aparentemente hay una escasez de conocimiento exacto sobre la sensibilidad en los crustáceos, y se necesita más investigación». Esta conclusión se basa en el sistema nervioso simple de la langosta. El informe asume que la reacción violenta de las langostas al agua hirviendo es una respuesta refleja (es decir, no implica la percepción consciente) a los estímulos nocivos.
Una publicación de la Autoridad Europea de Seguridad Alimentaria (EFSA) de 2005 declaró que los crustáceos decápodos más grandes tienen un comportamiento complejo, un sistema de dolor, una capacidad de aprendizaje considerable y cierto grado de conocimiento aparente. Con base en esta evidencia, colocaron a todos los crustáceos decápodos en la misma categoría de protección de animales de investigación que los vertebrados. La EFSA resumió que los métodos de matanza con mayor probabilidad de causar dolor y estrés son:
- Cualquier procedimiento en el que el abdomen se separe del tórax;
- La extracción de tejido, carne o extremidades mientras el crustáceo está vivo y plenamente consciente;
- Colocar crustáceos en agua calentada lentamente hasta el punto de ebullición;
- Colocar los crustáceos directamente en agua hirviendo;
- Colocar crustáceos marinos en agua dulce.

Se ha inventado un dispositivo llamado CrustaStun para electrocutar mariscos como langostas y cangrejos antes de cocinarlos. El dispositivo funciona aplicando una carga eléctrica de 110 voltios y 2 a 5 amperios al animal, lo que lo deja inconsciente en 0,3 segundos y lo mata en 5 a 10 segundos, en comparación con 3 minutos para matar una langosta hirviéndola.